# ROG Xbox Ally
ROG Xbox Ally je chystané přenosné herní zařízení vyvíjené společnostmi Asus a Microsoft, přičemž výrobu zajišťuje Asus v rámci značek Republic of Gamers (ROG) a Xbox. Jedná se o nástupce zařízení Asus ROG Ally. Uvedení na trh je plánováno na konec roku 2025.

## Historie
Zařízení bylo poprvé odhaleno prostřednictvím úniku z Federální komise pro komunikace Spojených států (FCC) v květnu 2025, kde figurovalo pod kódovým označením Project Kennan. Některá média jej předběžně označovala jako „Asus ROG Ally 2“ a domnívala se, že půjde o zařízení značky Xbox navazující na původní Ally.
Oficiálně bylo zařízení představeno 8. června 2025 na každoroční prezentaci Xbox Games Showcase. Server Windows Central dříve informoval, že Microsoft údajně zrušil vlastní plánovanou kapesní konzoli Xbox, aby se soustředil na Project Kennan a vylepšení systému Windows 11 pro použití v přenosných herních zařízeních.
Marketing zařízení výrazně propagoval titul Hollow Knight: Silksong, který má být dostupný při vydání zařízení.

## Technické specifikace
ROG Xbox Ally bude dostupný ve dvou variantách:
- Základní model: vybaven čtyřjádrovým procesorem AMD Ryzen Z2 A (architektura Zen 2, 8 grafických jader RDNA 2), 16 GB paměti LPDDR5X a 512GB úložištěm.
- Model Ally X: osazen šestijádrovým čipem Ryzen AI Z2 Extreme (architektura Zen 5, 16 grafických jader RDNA 3.5 a neuronová jednotka), 24 GB paměti a 1TB úložištěm.[8]

Oba modely využívají 7palcový IPS LCD displej s rozlišením 1080p, obnovovací frekvencí 120 Hz a podporou variabilního obnovování (VRR). Použití OLED panelu bylo zvažováno, ale kvůli spotřebě energie při VRR nakonec zamítnuto.
Zařízení bude dodáváno s Windows 11 a jako první podpoří nový režim spuštění přímo do aplikace Xbox, bez načítání plné Windows plochy. Tento režim má nabídnout konzolový zážitek s nižší spotřebou paměti a energie – až o 2 GB méně RAM a dvě třetiny snížená spotřeba v klidovém stavu. Tento režim bude dočasně exkluzivní pro zařízení Asus, přičemž v roce 2026 bude rozšířen i na ostatní přenosné počítače s Windows.
Microsoft také upravil uživatelské rozhraní Windows pro lepší ovládání gamepadem – například přibyla podpora ovladače na zamykací obrazovce, nový přepínač úloh a rozšíření Game Baru o další systémová nastavení.